# PZInż 303
PZInż 303 – prototyp samochodu terenowego opracowany w Państwowych Zakładach Inżynierii w Warszawie.

## Historia
Pojazd opracowany był w latach 1937–1938. W 1938 roku zbudowano w PZInż. prototyp samochodu terenowego o dobrych własnościach terenowych. Samochód PZInż. 303 był przewidziany jako wóz dowódczy, zwiadowczy, patrolowy, łączności, do transportu lekkich ładunków oraz jako ciągnik do holowania armat ppanc 37 mm wz. 36 i nkm-ów 20 mm wz. 38.
Konstruktorem podwozia był inż. Jerzy Werner.
Zastosowanie typowej, wytwarzanej w Polsce, jednostki napędowej bardzo obniżało koszty przyszłej produkcji (silnik Polski FIAT 118A czyli PZInż. 357). Napęd na koła obu osi przenoszony był za pośrednictwem sprzęgła jednotarczowego i skrzynki biegów o czterech przełożeniach do jazdy do przodu i jednego do jazdy do tyłu. Terenowy reduktor i blokada mechanizmów różnicowych oraz zastosowanie wciągarki linowej napędzanej silnikiem czyniły z niego pojazd potrafiący poradzić sobie z najtrudniejszym terenem. Dwa nośne koła zapasowe zamocowane z boków pojazdu oraz stosunkowo duży prześwit ułatwiały przejazd przez takie przeszkody jak np. rowy.
PZInż. 303 miał bardzo dobrą zdolność pokonywania terenu, wzniesienia o nachyleniu 47° nie były problemem. W PZInż. opracowano także pierwszy w Polsce układ kierowania równocześnie przednimi i tylnymi kołami. Samochód był bardzo zwrotny, promień skrętu wynosił tylko 3,3 metra.
Zawieszenie było niezależne na wahaczach poprzecznych, elementem resorującym były sprężyny śrubowe i amortyzatory hydrauliczne. Bębnowe hamulce hydrauliczne działały na koła przednie i tylne, hamulec ręczny - mechaniczny działał na wał napędowy.
Pojazdy prototypowe zbudowane były w kilku wersjach: 
- szybkiej - z otwartym nadwoziem,
- ciężarowej - ze skrzynią ładunkową o nośności 800 kg,
- ciągnikowej - dostosowanej do holowania działka oraz przewozu kanonierów i amunicji.

PZInż. 303 brały udział w wytrzymałościowych rajdach doświadczalnych, między innymi w grudniu 1938 roku na 1800 km trasie: Warszawa-Brześć-Pińsk-Stołpce-Grodno-Białystok-Warszawa. Trasa rajdu dobrana została w taki sposób, aby pojazdy poruszały się w najtrudniejszych warunkach: na drogach polnych, bezdrożach, piaskach i niezamarzających bagnach, przy silnym mrozie do -25 °C. Samochody PZInż. 303 wykazały pełną przydatność eksploatacyjną i zostały skierowane do prób w oddziałach wojskowych.
Po bardzo pomyślnych próbach samochód został zatwierdzony do produkcji seryjnej w roku budżetowym 1939/40. Do produkcji seryjnej nie doszło. Prototypowe egzemplarze uczestniczyły w wojnie obronnej 1939 roku.

## Dane techniczne

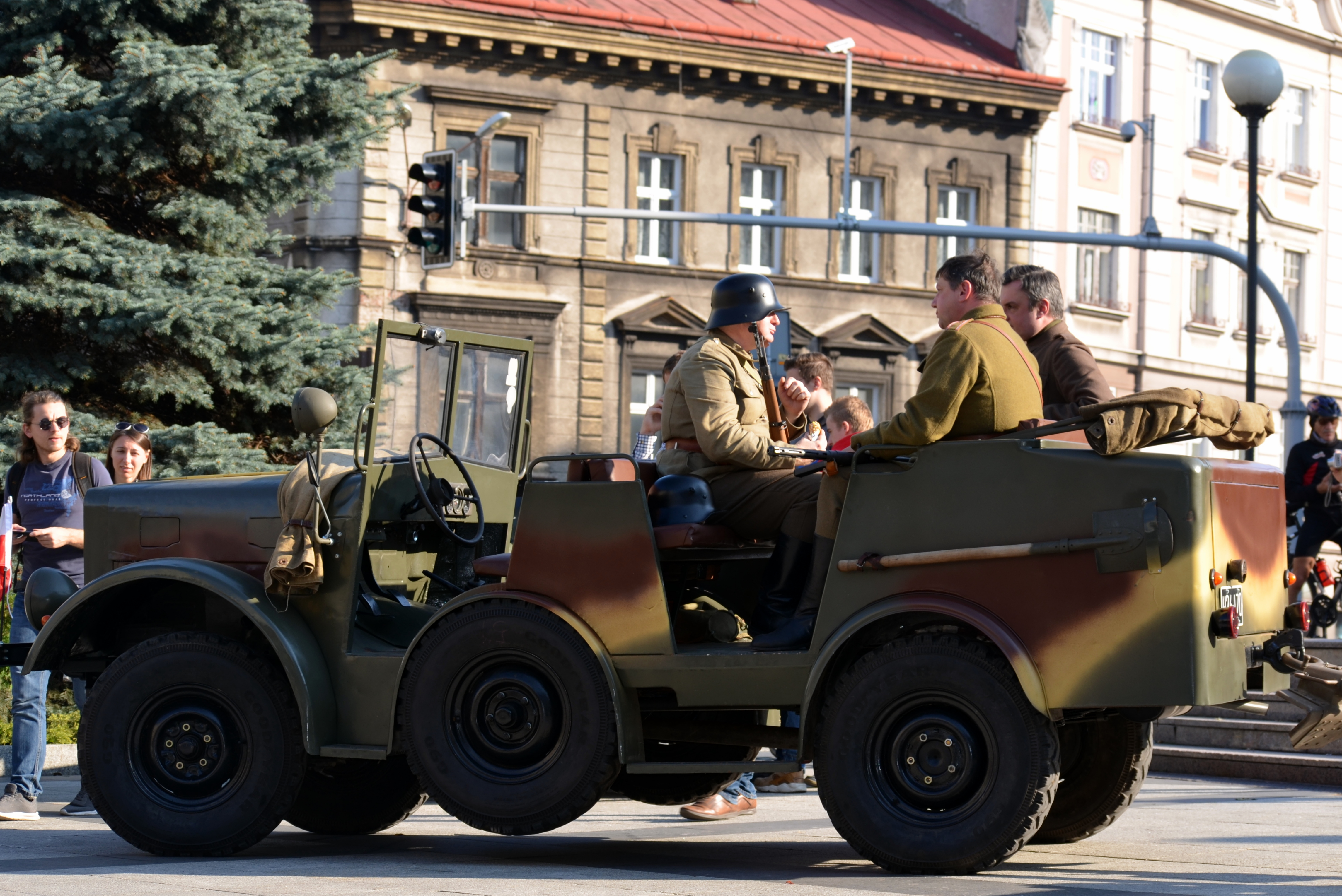
Replika PZInż 303

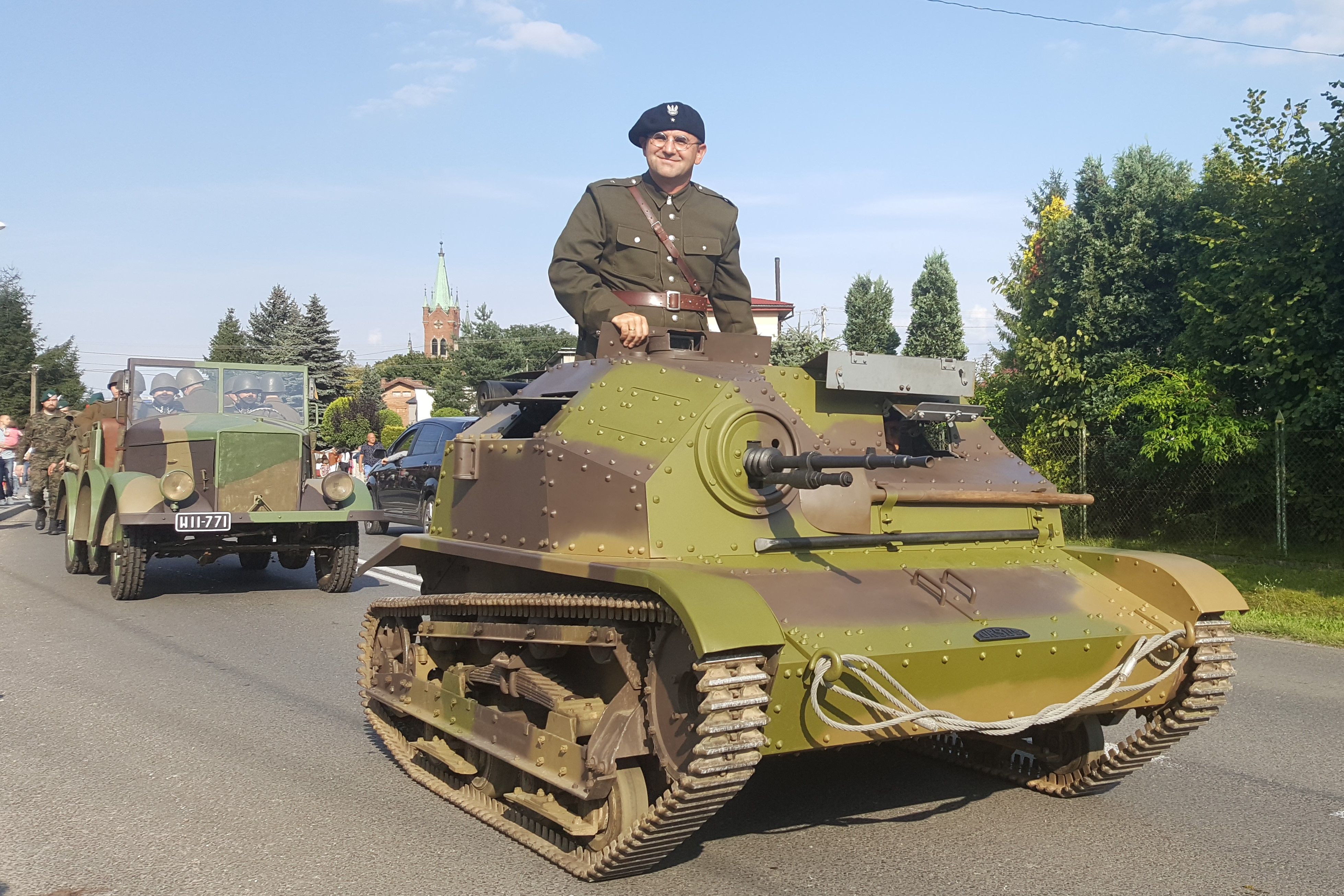
Repliki PZInż 303 i TKS

- Silnik: PZInż. 157 (FIAT 118A), rzędowy, gaźnikowy 4-cylindrowy, 4-suwowy, dolnozaworowy, chłodzony cieczą o pojemności skokowej 1944 cm³
- Stopień sprężania: 6,1:1
- Moc: 45 KM (33,1 kW) przy 3600 obr./min
- Sprzęgło suche, jednotarczowe,
- Ogumienie: polska opona Stomil o wymiarach 7.00 x18"
- Wymiary: Długość 4340 mm, szerokość 1800 mm, wysokość 2275 mm, rozstaw osi 2600 mm, rozstaw kół 1450 mm, prześwit 250 mm
- Masa: 2050 kg
- Obciążenie użytkowe 500 - 800 kg
- Prędkość maksymalna: 60 km/h
- Zużycie paliwa: 22 l/100 km